# Western Visayas
Western Visayas is een van de 17 regio's van de Filipijnen. De regio wordt ook wel aangeduid als Region VI. Het regionale centrum is Iloilo City in Iloilo. Bij de laatste census in 2007 had de regio ruim 6,8 miljoen inwoners.

## Geschiedenis
Op 23 mei 2005, werd de provincie Palawan (inclusief Puerto Princesa verplaatst van de regio MIMAROPA naar Regio VI (Western Visayas) door Executive Order 429. Regio IV-B werd hierna MIMARO genoemd. De inwoners van Palawan bekritiseerden deze verplaatsing, aangezien deze zonder inspraak was uitgevoerd. Op 19 augustus 2005 werd middels Administrative Order 129 bepaald dat de verplaatsing voorlopig ongedaan zou worden gemaakt in afwachting van een implementatieplan voor de verplaatsing van Palawan naar Regio VI.

## Geografie

### Topografie
Western Visayas ligt in het westen van de Visayas centraal in de Filipijnen en omvat de eilanden Panay, Guimaras en de westelijke helft van het eiland Negros.

### Bestuurlijke indeling
Western Visayas bestaat (zonder Palawan) uit 6 provincies. Daarin liggen 16 steden en 117 gemeenten.

#### Provincies
- Aklan
- Antique
- Capiz
- Guimaras
- Iloilo
- Negros Occidental

#### Steden
- Bacolod, Negros Occidental
- Bago, Negros Occidental
- Cadiz, Negros Occidental
- Escalante, Negros Occidental
- Himamaylan, Negros Occidental
- Iloilo City, Iloilo
- Kabankalan, Negros Occidental
- La Carlota, Negros Occidental
- Passi, Iloilo
- Roxas, Capiz
- Sagay, Negros Occidental
- San Carlos, Negros Occidental
- Silay, Negros Occidental
- Sipalay, Negros Occidental
- Talisay, Negros Occidental
- Victorias, Negros Occidental

#### Gemeenten
| - Ajuy - Alimodian - Altavas - Anilao - Anini-y - Badiangan - Balasan - Balete - Banate - Banga - Barbaza - Barotac Nuevo - Barotac Viejo - Batad - Batan - Belison - Binalbagan - Bingawan - Buenavista - Bugasong - Buruanga - Cabatuan - Calatrava - Calinog | - Caluya - Candoni - Carles - Cauayan - Concepcion - Cuartero - Culasi - Dao - Dingle - Dueñas - Dumalag - Dumangas - Dumarao - Enrique B. Magalona - Estancia - Guimbal - Hamtic - Hinigaran - Hinoba-an - Ibajay - Igbaras - Ilog - Isabela - Ivisan | - Jamindan - Janiuay - Jordan - Kalibo - La Castellana - Lambunao - Laua-an - Leganes - Lemery - Leon - Lezo - Libacao - Libertad - Maasin - Ma-ayon - Madalag - Makato - Malay - Malinao - Mambusao - Manapla - Miagao - Mina | - Moises Padilla - Murcia - Nabas - New Lucena - New Washington - Nueva Valencia - Numancia - Oton - Panay - Pandan - Panitan - Patnongon - Pavia - Pilar - Pontevedra (Capiz) - Pontevedra (Negros Occidental) - Pototan - President Roxas - Pulupandan - Salvador Benedicto - San Dionisio - San Enrique - San Enrique | - San Joaquin - San Jose - San Lorenzo - San Miguel - San Rafael - San Remigio - Santa Barbara - Sapi-an - Sara - Sebaste - Sibalom - Sibunag - Sigma - Tangalan - Tapaz - Tibiao - Tigbauan - Tobias Fornier - Toboso - Tubungan - Valderrama - Valladolid - Zarraga |

## Demografie
Western Visayas had bij de census van 2007 een inwoneraantal van 6.843.643 mensen. Dit zijn 632.605 mensen (10,2%) meer dan bij de vorige census van 2000. De gemiddelde jaarlijkse groei komt daarmee uit op 1,35%, hetgeen lager is dan het landelijk jaarlijks gemiddelde over deze periode (2,04%). Vergeleken met de census van 1995 is het aantal mensen met 1.066.705 (18,5%) toegenomen.
De bevolkingsdichtheid van Western Visayas was ten tijde van de laatste census, met 6.843.643 inwoners op 20440,8 km², 334,8 mensen per km².